# جنایتکار (ترانه ریانا)
«دسپرادو» (انگلیسی: Desperado) ترانه‌ای است که توسط خواننده باربادوسی ریانا برای هشتمین آلبوم استودیویی‌ خود، آنتی (۲۰۱۶) ضبط شده‌است.